# ウィローティプ・レコード
ウィローティプ・レコード (Willowtip Records) は、アメリカ合衆国ペンシルベニア州バトラー郡ハーモニーに本社を置くレコード会社。ブルータルデスメタルやテクニカルデスメタルなどのデスメタルに特化したレーベルである。

## 沿革
2000年にジェイソン・ティプトン (Jason Tipton) とウィロシン (Willosin) の2名によって立ち上げられた。レーベル名のウィローティプ (Willowtip) はこの2人の名前をもとに作成された。ただし、ウィロシンは立ち上げから間もなくレーベルから離脱している。設立当初から、高い技術を持つバンドの多いテクニカルデスメタルやグラインドコアに特化したレーベルとして活動している。
レーベル最初のリリース作品は、アメリカ合衆国のテクニカルデスメタルバンド、クリエイション・オヴ・クルシフィクションとブルータルデスメタルバンド、フェイト・オヴ・イカルスのスプリットEP『Creation Is Crucifixion/Fate of Icarus』である。ティプトンによれば、レーベルを経営してきた中で最も誇れる仕事は、ドイツのテクニカルデスメタルバンド、ネクロファジストの1stアルバム『Onset of Putrefaction』の再リリースである。このアルバムは、フランスのノイズ・ソリューション・レコード (Noise Solution Records) という小さなレーベルからオリジナル盤がリリースされたが、流通量は非常に少なかった上に既に廃盤となっていたことから、ウィローティプ・レコードの再発盤リリースの前までは入手は困難を極める作品であった。
ウィローティプ・レコードは、アメリカ合衆国コロラド州の出身の"ハイドログラインド"バンド、セファリック・カーネイジと協力し、1曲入りEP『Halls of Amenti』をリリースしている。かつてレーベルに所属していたアーティストとしては、アーシスやアイオン・ディソナンス、ミザリー・インデックス、ニューラクシスらが著名なバンドとして挙げられる。ウィローティプ・レコードには、ベルギーやカナダ、ドイツ、フィンランド、イタリア、スウェーデン、オーストラリアといった世界各国のバンドが所属している。
2007年中頃にオランダのレコード会社、ニューロティク・レコードと北アメリカにおけるリリース協定を結び、これまで北アメリカでリリースされていないニューロティック・レコードのリリース作品の流通を担当することとなった。更に加えて、イギリスのキャンドルライト・レコードともライセンスリリースについて契約を結び、ウィローティプ・レコードの作品をヨーロッパやそのほかの地域でキャンドルライト・レコードがリリースすることになった。

## アーティスト一覧
- Abysmal Torment
- Afgrund
- Alarum
- Baring Teeth
- Beyond Terror Beyond Grace
- Blood Freak
- Capharnaum
- Circle of Dead Children
- Commit Suicide
- Creation Is Crucifixion
- Crotchduster
- Defeated Sanity
- Desecravity
- Dim Mak
- Electro Quarterstaff
- Gigan
- Gloria Morti
- Harakiri
- Illogicist
- Impaled
- Infanticide
- Ingurgitating Oblivion
- Lecherous Nocturne
- Malignancy
- Mephistopheles
- Mithras
- Nausea
- Odious Mortem
- Plague Widow
- Prostitute Disfigurement
- Putridity
- Saprogenic
- Sarpanitum
- Severed Savior
- Sophicide
- Sulaco
- Terminal Function
- The Year of Our Lord
- Vale of Pnath
- Vile

### 過去の所属アーティスト
- Arsis
- As Eden Burns
- Cephalic Carnage
- Crowpath
- Defeatist
- Disavowed
- Dismember
- Fate of Icarus
- Fleshgod Apocalypse
- Goatsblood
- Gorod
- Grief
- Ion Dissonance
- Kalibas
- Kill the Client
- Leng Tch'e
- Macabre
- Maruta
- Misery Index
- Necrophagist
- Neuraxis
- Noisear
- Phobia
- Rotten Sound
- Rune
- Sadis Euphoria
- Severe Torture
- Sickening Horror
- Squash Bowels
- The Dying Light
- Ulcerate
- Upheaval
- Visceral Bleeding
- Watchmaker
- Wormed